# Mielnica (gmina)
Gmina Mielnica – dawna gmina wiejska funkcjonująca w latach 1941–1944 pod okupacją niemiecką w Polsce. Siedzibą gminy była pozbawiona praw miejskich Mielnica (Podolska).
Gmina Mielnica została utworzona przez władze hitlerowskie z terenów okupowanych przez ZSRR w latach 1939–1941, należących przed wojną do zniesionej gminy Uście Biskupie (Chudykowce, Filipkowce, Horoszowa, Michałków i Uście Biskupie) oraz pozbawionej praw miejskich Mielnicy Podolskiej (gminy miejskiej) w powiecie borszczowskim, a także z części zniesionej gminy Sińków (Kołodróbka) w powiecie zaleszczyckim, wszystkie w woj. tarnopolskim. Gmina weszła w skład powiatu czortkowskiego (Kreishauptmannschaft Czortków), należącego do dystryktu Galicja w Generalnym Gubernatorstwie. W skład gminy wchodziły miejscowości: Chudykowce, Filipkowce, Horoszowa, Kołodróbka, Michałków, Mielnica i Uście Biskupie. Kołodróbka stanowiła odtąd eksklawę gminy Mielnica, oddzieloną od niej obszarem gminy Krzywcze Górne i terytorium Rumunii).
Po wojnie obszar gminy wszedł w struktury administracyjne ZSRR.